# Центральная Усадьба совхоза «Пугачёвский»
Центра́льная Уса́дьба совхо́за «Пугачёвский» — посёлок в Аннинском районе Воронежской области.
Административный центр Пугачёвского сельского поселения.

## Население
| 2000 | 2005 | 2010 |
| ---- | ---- | ---- |
| 912  | ↘849 | ↘743 |

## Улицы
| - ул. Гагарина, - ул. Мира, - ул. Молодёжная, - ул. Набережная, - ул. Новая, | - ул. Октябрьская, - ул. Парковая, - ул. Пушкина, - ул. Садовая, - ул. Солнечная. |